# Йонна (річка)
Йо́нна (лат. Icaunus) — річка у Франції. Ліва притока Сени. За ім'ям річки був названий департамент Йонна.

## Загальна характеристика
Загальна довжина – 292,3 км.
Площа водозбірного басейну – 10 836 км2.
Висота над рівнем моря біля витоку – 738 метрів над рівнем моря
Висота над рівнем моря при впадінні - 55 метрів над рівнем моря
Середній ухил – 2,34 м/1 км
Середня витрата води у гирлі – 93 м³
Річка бере свій початок в горах Морван і тече в північному напрямку по Паризькому басейну, де вона на 293-му кілометрі впадає в Сену.  Довжина річки становить 295 км, площа водозбірного басейну— близько 10,9 тис. км². Живлення річки— снігово-дощове, в холодну пору року на річці бувають паводки. Середня витрата води в гирлі становить 105 м³/сек, максимальна — 1000—1300 м³/сек.
Головні притоки Кюр та Серен (праві). Річка Йонна в нижній течії є судноплавною протяжністю 108 км від гирла. каналом Ніверне сполучена з системою Лаури, а Бургундським каналом - з системою Рони. На річці є гідроелектростанції.
На берегах Йонни розташовані французькі населені пункти: Монрьйон (Montreuillon), Мурон-сюр-Йон (Mouron-sur-Yonne), Ла Гар (La Gare), Брев (Brèves), Люсі-сюр-Йонна (Lucy-sur-Yonne) ), Маньї (Magny), Майї-ле-Шато (Mailly-le-Château), Базарн (Bazarnes), Краван (Cravant), Ла Кур Барре (La Cour Barrée), Монето (Monéteau), Басу (Bassou), Ларош -Сен-Сідруан (Laroche-Saint-Cydroine), Жуаньї (Joigny), Сезі (Cézy), Армо (Armeau), Вільнавот (Villenavotte), Пон-Сюр-Йонн (Pont-sur-Yonne), Курлон-Сюр-Йонн (Courlon-sur-Yonne) і більші міста - Кламсі (Clamecy), Осер (Auxerre), Вільнев-Сюр-Йонн (Villeneuve-sur-Yonne), Санс (Sens), Монтро-Фот-Йонн (Montereau-Fault- Yonne).